# Abbazia di Westmalle
L'abbazia di Nostra Signora del Sacro Cuore è un'abbazia a Malle, in Belgio, nei pressi di Anversa ed  è un'abbazia dell'Ordine cisterciense della stretta osservanza (Trappisti). L'abbazia fu fondata nel 1794, anche se elevata al rango di abbazia trappista solo il 22 aprile 1836.
L'abbazia ha anche una fabbrica di birra, una delle sei birrerie trappiste in Belgio.